# Павлов, Александр Васильевич
Алекса́ндр Васи́льевич Па́влов (1880—1937) — участник Гражданской войны, комдив.

## Биография
Родился в русской семье служащего Одесского казначейства. Окончил сельскохозяйственное училище в 1898 году и земледельческий институт по специальности агроном в 1901 году. До военной службы преподавал в ремесленном училище города Елисаветполь, работал агрономом-инструктором по виноградарству и виноделию в Анапе и в Измаильском уезде Бессарабской губернии.
В октябре 1914 года призван на военную службу и направлен в 48-й пехотный запасный батальон 6-й пехотной запасной бригады (Одесса), в 1915 году окончил 1-ю Одесскую школу прапорщиков, участник 1-й мировой войны, поручик. Воевал на Юго-Западном и Западном фронтах в 38-м Сибирском стрелковом и 74-м Ставропольском пехотном полках. После Февральской революции избран председателем полкового комитета 74-го пехотного полка. Беспартийный, состоял членом РКП(б) с 1917 по 1923 год. После Октябрьской революции перешёл на сторону Советской власти, был членом ревкома 7-й армии, с января 1918 года был выборным начальником штаба 7-й армии, в составе которой сражался против войск Центральной рады на территории УНР. С мая по сентябрь 1918 года командовал погранбригадой Воронежского района Южного участка отрядов завесы, с ноября 1918 по март 1919 года командовал 1-м Казанским стрелковым полком, затем 2-й бригадой в 26-й стрелковой дивизии, с 19 по 23 ноября 1919 года — начальник штаба, с 27 марта по 5 апреля военком, с 2 мая по 4 ноября 1919 года — начальник 27-й стрелковой дивизии на Восточном фронте. Дивизия под его руководством отличилась в Златоустовской операции. С декабря 1919 по июнь 1920 года командовал 10-й армией (с 4 мая 1920 называлась 10-я Терская Красная армия) на Юго-Восточном (с 16 мая 1920 года на Кавказском) фронте. В августе — декабре 1920 года — начальник отдельной стрелковой дивизии ВОХР Западного фронта. С декабря 1920 по май 1921 года командовал войсками Тамбовской губернии (с правами командующего Отдельной армией по борьбе с бандитизмом), участник подавления Тамбовского восстания крестьян, за недостаточно эффективную борьбу с восставшими крестьянами освобождён от должности. В июле назначен инспектором пехоты вооружённых сил Украины и Крыма. С июня 1922 командир 4-го стрелкового корпуса.
Из аттестации на А. В. Павлова, написанной в марте 1924 командующим войсками Западного фронта М. Н. Тухачевским:

Выдающийся работник. Обладает блестящим оперативным мышлением. Характера твердого и смелого. В походной жизни вынослив, искренне революционно настроен и предан советской власти. Много работает в военно-научном деле. Вполне достоин и вполне подготовлен к должности командарма, командокра (командующего округом. — Авт.)
— 
С апреля 1924 1-й помощник командующего войсками Западного военного округа. С февраля 1926 по декабрь 1930 года 1-й помощник командующего войсками Приволжского военного округа. С января 1931 года помощник инспектора пехоты РККА. С февраля того же года — преподаватель тактики в Военной академии имени М. В. Фрунзе. С февраля 1934 — начальник Особого факультета той же академии. Одновременно был слушателем этого факультета, который окончил в декабре 1936 года. С января 1937 — помощник начальника Военной академии имени М. В. Фрунзе по заочному обучению.
Арестован 5 июня 1937, и спустя чуть более месяца, Военной коллегией Верховного суда СССР 14 августа 1937 по обвинению в участии в военном заговоре приговорён к расстрелу. Приговор приведён в исполнение в тот же день. Определением Военной коллегии от 2 июня 1956 посмертно реабилитирован.

## Звания
- унтер-офицер;
- прапорщик (20.11.1915);
- поручик;
- комдив (23.11.1935).

## Награды
- Орден Красного Знамени РСФСР № 96, приказ РВСР № 156 от 31 июля 1919 года[6].

«Награждается орденом Красного Знамени: … Начальник 27 стрелковой дивизии т. Александр Васильевич Павлов за нижеследующие отличия: 26 мая 1919 г. противник, высадившийся значительными силами в районе ст. Ушарова, что на р. Белой, атаковал Чистопольскую группу в районе Бичентеева — Верх. Урьяды, сбил её с занимаемых позиций и перехватил к вечеру 26 мая тракт Мензелинск — Бирск, в районе Качкинова, стремясь таким образом выйти в тыл 27-й дивизии, занимавшей в это время линию деревень Карагала — Меньязы — Башева и др. до Ахкунова. Вновь назначенный начальник 27 дивизии т. Павлов, приняв командование дивизией в бою при столь сложной и опасной обстановке, оценил её и, проявив частный почин, произвел смелый и вполне отвечающий обстановке манёвр, произведя перегруппировку частей дивизии и повернув фронт двух бригад почти на 180 градусов. С утра 27 мая решительно атаковал противника во фланг и после двухдневных ожесточённых боёв разбил наголову неприятеля, сбросив жалкие остатки его в р. Белую. В результате этой славной операции были частью уничтожены, частью взяты в плен 6 полков и один ударный батальон противника, что, в свою очередь, дало нам возможность преследовать противника по всему фронту армии и отбросить его за р. Белую»;
- орден Красного Знамени.